# Brachioppiella periculosa
Brachioppiella periculosa är en kvalsterart som beskrevs av Hammer 1962. Brachioppiella periculosa ingår i släktet Brachioppiella och familjen Oppiidae. Inga underarter finns listade.